# Il tuffatore intrepido
Il tuffatore intrepido (High Diving Hare) è un film del 1949 diretto da Friz Freleng. È un cortometraggio d'animazione della serie Looney Tunes, uscito negli Stati Uniti il 30 aprile 1949. Il cartone animato ha come protagonisti Bugs Bunny e Yosemite Sam, ed espande una gag del corto del 1944 Entrata attori, anch'esso diretto da Freleng. Il tuffatore intrepido è stato inserito, con vari tagli, nel terzo episodio del film Looney, Looney, Looney Bugs Bunny Movie (1981), e dal 1998 viene distribuito col titolo Tuffi spericolati.

## Trama
Bugs sta vendendo biglietti per uno spettacolo di vaudeville in una remota città del West. Una delle principali attrazioni è l'Impavido Freep e il suo tuffo da un trampolino alto 150 metri. Sam, esaltato dal numero di Freep, acquista un gran numero di biglietti. All'inizio dello spettacolo, però, Bugs riceve un telegramma da Freep che lo informa di essere in ritardo a causa di una tempesta e che non potrà comparire fino al giorno dopo. Infuriato, Sam insiste nel voler vedere il tuffo e costringe Bugs a salire in cima alla piattaforma per tuffarsi. Il coniglio però, grazie a una serie di trucchi, fa in modo che sia Sam a tuffarsi dal trampolino per otto volte. Alla fine Sam lega Bugs sul bordo della tavola e si mette a segarla. Tuttavia, non appena Sam taglia la tavola, sono la scala e la piattaforma a cadere, lasciando la tavola e Bugs sospesi a mezz'aria.

## Distribuzione

### Edizione italiana
Il corto arrivò in Italia direttamente in televisione negli anni ottanta. Nel doppiaggio, eseguito dalla Effe Elle Due e diretto da Franco Latini su dialoghi di Maria Pinto, l'Impavido Freep viene chiamato "Tuffatore Intrepido". Il corto fu poi ridoppiato dalla Angriservices Edizioni sotto la direzione di Renzo Stacchi per l'uscita in VHS nel 1998. Il ridoppiaggio è stato però utilizzato solo in VHS e in televisione, mentre in DVD è stato incluso il primo doppiaggio. Non essendo stata registrata una colonna internazionale, in entrambi i doppiaggi è stata sostituita la musica presente durante i dialoghi.

### Edizioni home video

#### VHS
America del Nord
- A Salute to Friz Freleng (1985)
- From Hare to Eternity (1997)
- Looney Tunes: The Collector's Edition - A Looney Life (1999)

Italia
- L'ammutinamento di Bunny (ottobre 1998)

#### Laserdisc
- Winner by a Hare (1992)

#### DVD e Blu-ray Disc
Il corto fu pubblicato in DVD-Video in America del Nord nel primo disco della raccolta Looney Tunes Golden Collection: Volume 1 (intitolato Best of Bugs Bunny) distribuita il 28 ottobre 2003, dove è visibile anche con un commento audio di Greg Ford; il DVD fu pubblicato in Italia il 2 dicembre 2003 nella collana Looney Tunes Collection, col titolo Bugs Bunny. Il 13 ottobre 2009 fu inserito nel primo disco della raccolta DVD Looney Tunes Spotlight Collection Volume 7, mentre in Italia fu inserito nel DVD Bugs Bunny della collana I tuoi amici a cartoni animati!, uscito il 15 novembre 2011. Fu infine incluso (nuovamente con il commento audio) nel primo disco della raccolta Looney Tunes Platinum Collection: Volume Three, uscita in America del Nord in Blu-ray Disc il 12 agosto 2014 e in DVD il 4 novembre.

## Accoglienza
Nel suo commento audio, Greg Ford descrive il film come "probabilmente il migliore di tutti" gli scontri tra Bugs e Sam. Ford si riferisce anche ai modi in cui Bugs inganna Sam come "semplici in modo quasi stupido".
Nel 2010 il film fu selezionato per l'inclusione nel libro di Jerry Beck The 100 Greatest Looney Tunes Cartoons; in tale occasione il fumettista Jeff Smith scrive che "Il tuffatore intrepido è un cartone animato da una gag. Seriamente, c'è solo uno scherzo in questo cartone animato. Yosemite Sam cade per 150 metri in un barile d'acqua, più e più volte. E diventa sempre più divertente a ogni tuffo sibilante (...) Il tempismo dei tuffi dall'alto di Sam è ancora più notevole se si pensa al fatto che i registi della Warner non avevano budget per il montaggio dopo la fine del film. Tutte le tempistiche per l'azione e le gag erano scolpite nella pietra prima che venisse disegnato un singolo fotogramma. Tutte le Looney Tunes sono storie veloci ed essenziali che non sprecano mai un fotogramma, ma anche per questi standard, Il tuffatore intrepido è un capolavoro di precisione".